# Кременчугский завод технического углерода
Кременчугский завод технического углерода (укр. Кременчуцький завод технічного вуглецю) — предприятие химической промышленности, расположенное в городе Кременчуг. Крупнейший производитель технического углерода на территории Украины.

## История

### 1963—1991
Строительство сажевого завода началось в феврале 1963 года, 20 февраля 1965 года в строй была введена первая технологическая линия завода и 12 марта 1965 года получены первые 100 тонн сажи. Основной продукцией завода являлся технический углерод, который использовался на предприятиях шинной, резиновой, кабельной, лакокрасочной и полиграфической промышленности.
1 января 1966 года Кременчугский сажевый завод был выделен из состава Кременчугского НПЗ в отдельное предприятие.
В 1970—1971 гг. была введена в эксплуатацию вторая очередь завода.
К началу 1980-х годов предприятие отличалось высоким уровнем механизации и автоматизации производственных процессов, весь технический углерод выпускался в гранулированном виде.

### После 1991
В 1993 году в связи с уменьшением потребности в техническом углероде с сухим способом грануляции на заводе были выведены из эксплуатации и в дальнейшем демонтированы две технологических потока первой очереди.
В мае 1995 года Кабинет министров Украины включил завод в перечень предприятий, подлежащих приватизации в течение 1995 года.
В 1996 году завод был преобразован в открытое акционерное общество.
В августе 1997 года завод был включён в перечень предприятий, имеющих стратегическое значение для экономики и безопасности Украины.
В 1998 году на заводе были выведены из эксплуатации два технологических потока второй очереди (5-й и 6-й технологические потоки).
В июле 1998 года система управления качеством предприятия была сертифицирована голландской фирмой «TNO Certification» в соответствии с требованиями международного стандарта ISO 9002:1994.
В июле 2001 года на ОАО «КЗТУ» была внедрена система управления качеством в соответствии с требованиями ISO 9001:2000 с элементами ISO 14001:1996.
В декабре 2001 года на заводе была введена в эксплуатацию собственная установка по химической очистке воды, что повысило автономность и снизило себестоимость продукции предприятия.
В период с 2 по 15 сентября 2006 года в связи с угрозой силового рейдерского захвата завод практически не работал.
Начавшийся в 2008 году экономический кризис и вступление Украины в ВТО 16 мая 2008 года осложнили положение завода. В связи с падением спроса на технический углерод, с 1 ноября 2008 года предприятие перешло на 5-часовой рабочий день, зарплаты работников были уменьшены. В 2009 году завод произвёл 35,8 тыс. тонн техуглерода — на 33,2 тыс. тонн меньше, чем в 2008 году.
В 2013 году завод сократил производство сажи на 12,8 % в сравнении с 2012 годом и произвёл 52,35 тыс. тонн продукции. В 2014 году завод увеличил производство продукции на 5,5 % и произвёл 55,2 тыс. тонн продукции.

## Дополнительная информация
- на предприятии выходит заводская газета «Гранула»